# Исмагиловский сельсовет
Исмагиловский сельсовет — муниципальное образование в Аургазинском районе Республики Башкортостан Российской Федерации.

## История
Согласно «Закону о границах, статусе и административных центрах муниципальных образований в Республике Башкортостан» имеет статус сельского поселения.

## Население
| 2002  | 2009  | 2010  | 2012  | 2013  | 2014  | 2015  |
| ----- | ----- | ----- | ----- | ----- | ----- | ----- |
| 1165  | ↗1208 | ↘1174 | ↘1134 | ↘1117 | ↘1105 | ↘1072 |
| 2016  | 2017  |       |       |       |       |       |
| ↘1051 | ↘1048 |       |       |       |       |       |

## Состав сельского поселения
| № | Населённый пункт | Тип населённого пункта       | Население |
| - | ---------------- | ---------------------------- | --------- |
| 1 | Исмагилово       | село, административный центр | ↗918      |
| 2 | Новотимошкино    | деревня                      | ↘144      |
| 3 | Уксунны          | деревня                      | →73       |
| 4 | Никольское       | деревня                      | ↘18       |
| 5 | Покровка         | деревня                      | ↘17       |
| 6 | Дарьевка         | деревня                      | →4        |